# Irish Professional Championship 1978 (Februar)
Die Irish Professional Championship 1978 war ein professionelles Snookerturnier ohne Einfluss auf die Weltrangliste im Rahmen der Saison 1977/78. Das Turnier wurde als Herausforderungsmatch zwischen Titelverteidiger Alex Higgins und Herausforderer Dennis Taylor vom 2. bis zum 4. Februar 1978 in der Ulster Hall im nordirischen Belfast ausgetragen. Gewinner des Spiels wurde Higgins, der auch mithilfe eines 112er-Breaks mit 21:7 nach Frames siegte. Dieses 112er-Break war auch das höchste Break des Turnieres.

## Preisgeld
Auch wenn das Turnier ohne Sponsor auskam, gab es insgesamt ein Preisgeld von 1.500 Pfund Sterling zu gewinnen. 1.000 £ entfielen auf den Sieger, die restlichen 500 £ auf den Verlierer.

## Das Spiel

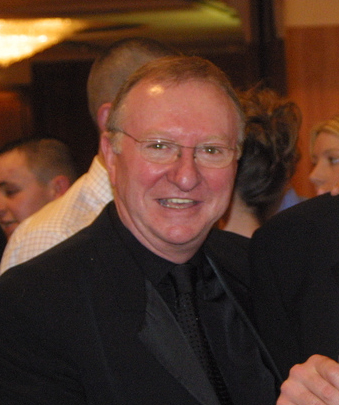
Dennis Taylor im Jahr 2004

31 Jahre nach der ersten Austragung im Jahr 1978 war die Irish Professional Championship immer noch auf Herausforderungsbasis angelegt. Nur mit einer Unterbrechung wurde das Turnier 25 Jahre lang von Jackie Rea dominiert, der aber 1972 den Titel an Alex Higgins verloren hatte. Higgins war seitdem nicht mehr herausgefordert worden, nun traute sich aber Dennis Taylor den Part des Herausforderers zu.
Die Partie zwischen Higgins und Taylor fand vom 2. bis zum 4. Februar 1978 in der Ulster Hall im nordirischen Belfast statt. Die Partie wurde von Schiedsrichter Alf Shaw aus England geleitet und wurde im Modus Best of 41 Frames ausgetragen. Nach einem anfänglichen Framegewinn von Taylor prägte Higgins das Spiel und ging mit 7:1 in Führung. Zwar verkürzte Taylor auf 7:2, doch Higgins konnte dank eines 112er-Breaks den alten Abstand anschließend wieder herstellen und seine Führung auf 9:2 ausbauen. Dann gelangen Taylor zwei aufeinander folgende Framegewinne, doch beim Stande von 9:4 baute Higgins seine Führung wieder auf 11:4 und später 16:5 und 18:6 aus. Zwischendurch konnte Taylor nur ein paar vereinzelte Frames gewinnen, bevor Higgins beim Stande von 18:7 die letzten drei nötigen Frames nacheinander gewinnen konnte und damit das Spiel mit 21:7 zu seinen Gunsten beendete.
| Finale: Best of 41 Frames Schiedsrichter/in: Alf Shaw Ulster Hall, Belfast, Nordirland, 2. – 4. Februar 1978 |                |               |
| Alex Higgins | 21:7           | Dennis Taylor |
| 41:68, 109:18, 96:53 (69), 72:42, 76:40, 67:43, 80:34 (56), 61:31, 38:48, 116:11 (112), 91:43, 37:69, 33:70 (51), 68:64, 88:23 (51), 28:99 89:17 (52), 131:8 (82), 102:36, 68:53, 95:30 (81), 37:89, 119:16 (92), 68:54 34:67, 68:67 (T. 60), 89:17, 98:16 (70) |                |               |
| 112 | Höchstes Break | 60            |
| 1 | Century-Breaks | –             |
| 9 | 50+-Breaks     | 2             |